# Acharya (erebídeos)
Acharya (Arctiidae) é um gênero de traça pertencente à família Arctiidae.

## Espécies
- Acharya crassicornis Moore, 1882
- Acharya franconia (Swinhoe, 1903)